# Lanmei Airlines
Lanmei Airlines Co., Ltd (Khmer: ឡានម៉ីអ៊ែរឡាញ), è una compagnia aerea low-cost della Cambogia con sede a Phnom Penh fondata nel 2016.
La sede della compagnia aerea si trova al 575 D&E, Russian Federation Boulevard, Phnom Penh.

## Storia
Lanmei Airlines è stata fondata il 15 settembre 2016 come compagnia aerea locale della Cambogia. La compagnia prende il nome dal fiume Lancang-Mekong, mentre il logo si ispira ad un pavone. Il 29 settembre dello stesso anno, la compagnia ha lanciato il suo volo inaugurale da Sihanoukville a Macao.
Il 31 dicembre 2018, Lanmei Airlines ha stretto un accordo di cooperazione strategica con la Cambodian MJ Airlines, startup poi fallita prima di avviare le operazioni.

## Destinazioni
Lanmei Airlines, a gennaio 2021, serve destinazioni tra Cina, Filippine, Macao, Singapore, Thailandia e Vietnam.

## Flotta

### Flotta attuale

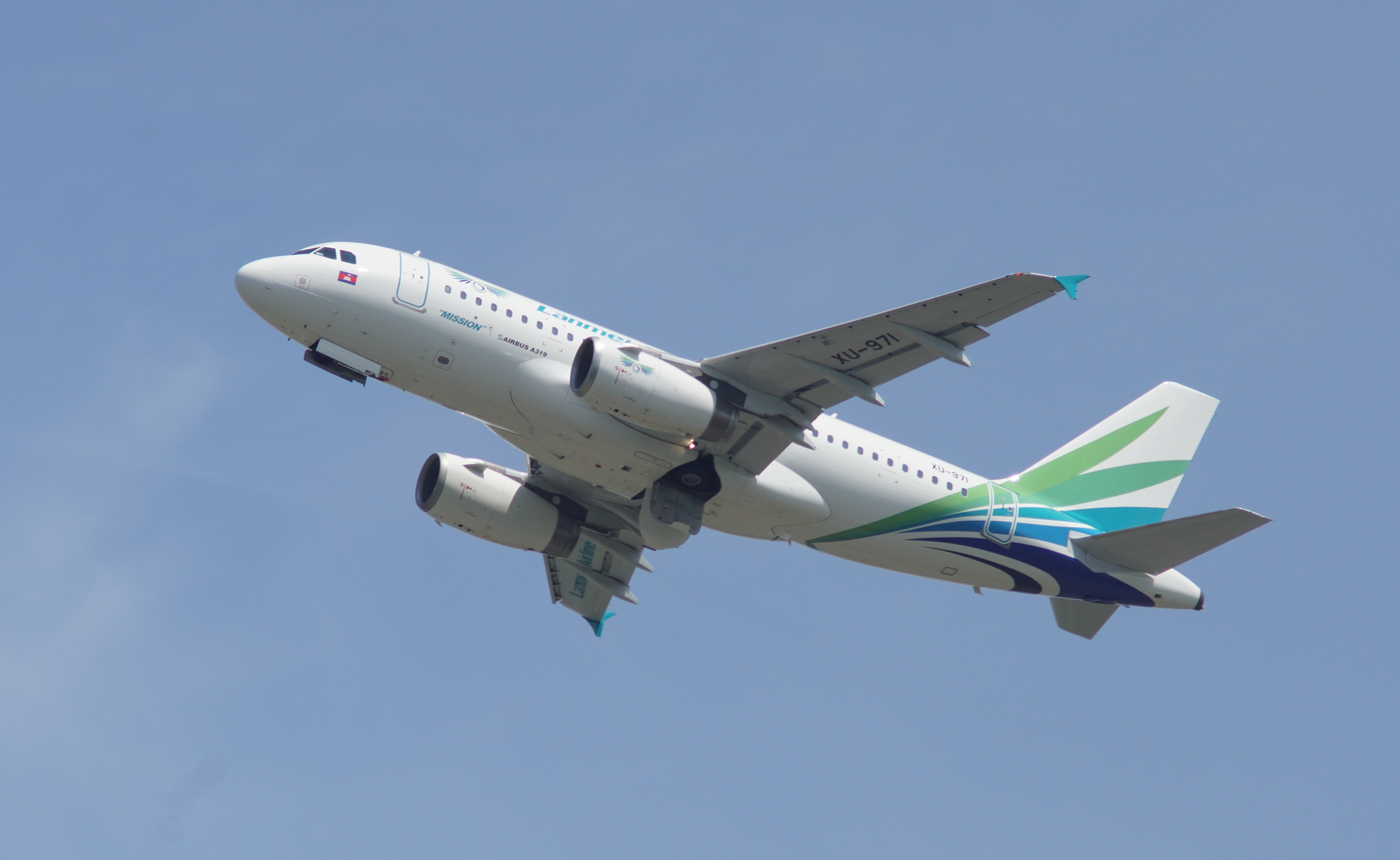
Un Airbus A319-100 in fase di decollo dall'Aeroporto Internazionale di Bangkok-Suvarnabhumi

A dicembre 2022, la flotta di Lanmei Airlines è composta dai seguenti aeromobili:

### Flotta storica
Nel corso degli anni Lanmei Airlines ha operato con i seguenti tipi di aeromobili: